# Списък на политическите партии в Република Южна Африка
А — Б — В — Г — Д —
Е — Ж — З — И — Й —
К — Л — М — Н — О —
П — Р — С — Т — У —
Ф — Х — Ц — Ч — Ш —
Щ — Ю — Я

### А
- Африканерска партия
- Африканерско движение за съпротива (национализъм, расизъм)
- Африканска мюсюлманска партия
- Африкански национален конгрес
- Африкански независим конгрес
- Африканска християндемократическа партия
- Африкански християнски алианс

### Д
- Демократичен алианс

### З
- Зелена партия на Южна Африка

### К
- Конгрес на народа

### М
- Малцинствен фронт

### Н
- Национален алианс
- Национална народна партия
- Национална партия (национализъм, расизъм)
- Независими демократи
- Нова национална партия
- Нова партия на труда

### О
- Обединена християндемократическа партия

### П
- Панафрикански конгрес на Азания (панафриканизъм)
- Панафриканско движение (панафриканизъм)
- Прогресивна партия
- Прогресивна федерална партия

### Р
- Реформистка партия

### С
- Социалистическа партия на Азания

### Ф
- Федерация на демократите

### Х
- Християндемократическа партия
- Християндемократически алианс
- Християнска партия
- Християнски фронт

### Ю
- Южноафриканска бизнес партия
- Южноафриканска комунистическа партия
- Южноафриканска либерална партия
- Южноафрикански демократичен конгрес